# Der Vater (Zeller)
Der Vater ist ein Theaterstück von Florian Zeller. Le Père wurde 2012 am Théâtre Hébertot in Paris mit Robert Hirsch in der Titelrolle uraufgeführt. Das Werk ist Teil einer Trilogie, zu der auch die Stücke La Mère / Die Mutter und Le Fils / Der Sohn gehören. Es wurde bis 2015 gespielt und erhielt mehrfach den Theaterpreis Molière sowie den Preis für das beste Theaterstück des Jahres 2014.

## Aufführungen
Das Stück wurde in der Folge auf der ganzen Welt aufgeführt und erhielt zahlreiche Auszeichnungen. Laut The Guardian ist es das meistgefeierte Theaterstück des Jahrzehnts und laut The Times eines der besten Stücke des Jahrzehnts. Der Vater wurde in rund 50 Ländern gespielt. Unter anderem gab es Vorstellungen in London und New York. Das Werk hat zudem weltweit zahlreiche Auszeichnungen erhalten.
In Deutschland wurde es erstmals 2015 in Hamburg am St. Pauli Theater unter der Regie von Ulrich Waller mit Volker Lechtenbrink und Johanna Christine Gehlen in einer Übersetzung von Annette und Paul Bäcker aufgeführt. Die Kritik sprach von „eine[r] beklemmend intensive[n] deutschsprachige[n] Erstaufführung“. Vom Stück existiert auch eine niederdeutsche Fassung von Rolf Petersen, De Vadder. Zur österreichischen Erstaufführung gelangte das Stück, unter dem Titel Vater (ohne Artikel), am 8. Mai 2015, in den Kammerspielen des Tiroler Landestheaters (Regie: Thomas Krauß). In einer 2016 folgenden Inszenierung in Wien spielte Erwin Steinhauer die Hauptrolle (Theater in der Josefstadt, Regie: Alexandra Liedtke). „Das Demenzstück 'Vater' des Franzosen Florian Zeller (36) ist eine klinisch böse 'König Lear'-Variante“, befand Theaterkritiker Ronald Pohl im Standard.
Unter dem Titel The Father wurde das Werk 2020 unter der Regie des Autors verfilmt. „Florian Zellers Verfilmung seines eigenen Erfolgstheaterstücks 'Le Père' (Der Vater) wird derzeit als gelungenste Auseinandersetzung mit dem schwierigen Thema seit Hanekes 'Amour' gefeiert“, stellte Juliane Liebert in der SZ anlässlich der Oscarverleihung 2021 an Autor und Regisseur Zeller für das beste adaptierte Drehbuch fest.

## Handlung
Le Pére / Der Vater handelt von einem alten Mann – Witwer, Vater von zwei Töchtern – mit Alzheimer-Erkrankung. André merkt, dass sich etwas verändert – es verschwinden Sachen, er versteckt Gegenstände, er fühlt sich bedroht, verfolgt, er verliert die zeitliche und räumliche Orientierung: „Irgendetwas Seltsames passiert. Als hätte ich kleine Löcher. Im Gedächtnis. Kriegt keiner mit. Winzig klein. Mit bloßem Auge nicht zu sehen. Aber ich, ich spüre es …“ Noch lebt er allein in seiner Pariser Wohnung, versucht vor Anne, seiner älteren Tochter, den Eindruck aufrechtzuerhalten, alles sei in Ordnung, wobei es ganz offensichtlich ist, dass er allein nicht mehr zurechtkommen kann. Also organisiert sie für ihn Pflegehilfen, mit denen sich aber dieser stolze und seine Würde behauptende alte Mann ständig zerstreitet. Und nun will sie mit ihrem neuen Lebenspartner nach London gehen.

„Was tun? Wie vorgehen? Zeller beantwortet diese Fragen […] nicht in einer chronolgisch [sic] linearen, sondern in einer kausalen Abfolge von (an Pinter's 'Betrogen' erinnernd) 15 raffiniert verschachtelten Szenen – ein Vexierspiel von Wahn und Wirklichkeit, in dem André, mal Maulheld, mal frech und gewitzt, staunend und bangend auf all das ihm nun Befremdliche blickt, seien es die Veränderungen in der Wohnung oder die bei seinen Mitmenschen: Anne, ihr Lebenspartner Pierre, Laura, die hübsche neue Pflegerin, die Krankenschwester und der Pfleger, die ihm wie Spukgestalten in einem Strudel von Verdacht und Verrat erscheinen. Denn Zeller erzählt seine Geschichte konsequent aus der Perspektive des Vaters, des ungläubig Betroffenen, als eine tragische Farce, in die sich der alte Mann immer mehr verheddert, bis er am Ende aufgibt und nach seiner Mutter ruft. […]“